# إبراهيم زعرور
إبراهيم زعرور (و. 1939 م) هو صحفي وروائي فلسطيني.
يقيم الزعرور حاليا في عمان في الأردن. من آثاره: «رحلة خير الدين بن زرد العجيبة» - 2012 م.